# Petraliella dentilabris
Petraliella dentilabris är en mossdjursart som först beskrevs av Ortmann 1892.  Petraliella dentilabris ingår i släktet Petraliella och familjen Petraliellidae. Inga underarter finns listade i Catalogue of Life.